# بيل بومان (سياسي بريطاني)
بيل بومان هو سياسي بريطاني، ولد في 30 مايو 1950 في غلاسكو في المملكة المتحدة. نشط حزبياً في الاسكتلنديون المحافظون ‏. وقد انتخب Member of the 5th Scottish Parliament ‏ عن دائرة North East Scotland (Scottish Parliament electoral region) ‏ وقد انضم خلال فترته النيابية ‏ (21 ديسمبر 2016 – ) للكتلة البرلمانية الاسكتلنديون المحافظون ‏.